# Пецль, Йозеф
Йозеф Пецль (нем. Joseph Pözl; 5 ноября 1814, Пехтнерсройт, Верхний Пфальц — 9 января 1881, Мюнхен) — германский юрист, учёный-правовед, преподаватель и политический деятель.

## Биография
В 1835 году окончил Мюнхенский университет и остался при нём изучать государственное право. В 1842 году получил от этого университета степень доктора права, в 1843 году габилитировался в Вюрцбургском университете. В июле 1845 года стал экстраординарным, а спустя два года ординарным профессором в Мюнхенском университете, где занимал кафедры общего и баварского государственного права, баварского административного права и полицейского права. После основания Мюнхенского политехникума читал лекции там лекции по баварскому конституционному и административному праву, в 1878 году был вынужден уйти в отставку по состоянию здоровья. В декабре 1880 года серьёзно заболел и вскоре скончался.
Участвовал во франкфуртском парламенте 1848—1849 годов (избирался от Вюртемберга, примкнул к левоцентристам), позже был членом баварской палаты депутатов: избрался туда в 1858 году, в 1863 году стал её вице-президентом и два года спустя президентом; в 1869 году переизбраться не смог. С 1872 года был членом германского рейхстага. Его жена вскоре после свадьбы стала страдать душевной болезнью, поэтому их брак остался бездетным.
Главные работы: «Lehrbuch des bayrischen Verfassungsrechts» (Мюнхен, 1855; 5-е издание — 1877), «Lehrbuch des bayr. Verwaltungsrechts» (Мюнхен, 1855; 3-е издание — 1871; дополненное — 1874), «Grundriss zu Vorlesungen über Polizei» (Мюнхен, 1866).